# براين كريستوفر
براين كريستوفر (بالإنجليزية: Bryn Christopher)‏ هو مغني بريطاني، ولد في 8 نوفمبر 1985 في برمنغهام في المملكة المتحدة.

## وصلات خارجية
- براين كريستوفر على موقع IMDb (الإنجليزية)
- براين كريستوفر على موقع ميوزك برينز (الإنجليزية)
- براين كريستوفر على موقع أول ميوزيك (الإنجليزية)
- براين كريستوفر على موقع ديسكوغز (الإنجليزية)